# سیریل واتیر
سیریل واتیر (انگلیسی: Cyrille Watier؛ زادهٔ ۲۵ ژوئن ۱۹۷۲) بازیکن فوتبال اهل فرانسه است که در پست مهاجم بازی می‌کرد.
از باشگاه‌هایی که در آن بازی کرده‌است می‌توان به باشگاه فوتبال گنگام، باشگاه فوتبال لوریان، و باشگاه فوتبال کان اشاره کرد.